# 京葉臨海鉄道臨海本線
臨海本線（りんかいほんせん）は、京葉臨海鉄道が運営している鉄道路線である。
千葉港に進出してきた企業の原料や製品を輸送するために1963年に一部が開業、1973年に全線が開業した。臨海本線は、1960年代に国鉄が計画した東京外環状線における京葉線の一部（蘇我 - 木更津間）を成すもので、当初計画では木更津で国鉄房総西線に接続する予定であった。

## 路線データ
- 管轄（事業種別）：京葉臨海鉄道（第一種鉄道事業者）
- 路線距離（営業キロ）
  - 蘇我駅 - 北袖駅間 19.9km
  - 市原分岐点 - 京葉市原駅間 1.6km
  - 北袖分岐点 - 京葉久保田駅間 2.3km
- 軌間：1067mm
- 駅数：10駅
- 複線区間：なし（全線単線）
- 電化区間：なし（全線非電化）
- 閉塞方式：特殊自動閉塞式
- 最高速度：40km/h[1]

## 歴史
- 1963年（昭和38年）9月16日 蘇我 - 浜五井間 (9.5km)、市原分岐点 - 京葉市原間 (1.6km) が開業。
- 1965年（昭和40年）6月1日 浜五井 - 椎津間 (8.2km) が開業。浜五井駅が蘇我駅方面に0.7km移転。
- 1968年（昭和43年）10月1日 椎津 - 袖ケ浦（後の北袖駅）間 (2.2km) が開業[4]。
- 1973年（昭和48年）3月28日 袖ケ浦分岐点（後の北袖分岐点） - 京葉久保田間 (2.3km) が開業[5]。
- 1974年（昭和49年）3月1日 袖ケ浦駅が北袖駅に、袖ケ浦分岐点が北袖分岐点に改称。

## 駅一覧
括弧内は起点からの営業キロ。
- 蘇我駅 (0.0km) - 千葉貨物駅 (3.0km) - 市原分岐点 (5.8km) - 浜五井駅 (8.8km) - 玉前駅 (10.1km) - 甲子駅 (11.8km) [6]- 前川駅 (14.5km) - 椎津駅 (17.7km) - 北袖分岐点 (19.3km) - 北袖駅 (19.9km)
- 市原分岐点 (0.0km) - 京葉市原駅 (1.6km)
- 北袖分岐点 (0.0km) - 京葉久保田駅 (2.3km)

## 主な建築物
- 村田川橋梁 - 千葉貨物駅と市原分岐点の間にある村田川を横断する橋梁。東海道本線の大井川橋梁から1963年に転用され、2018年土木学会選奨土木遺産に認定された[7][8]。